# Йосиф Наси
Йосиф Наси (на португалски: Joseph Nasi; роден като Жуау Микес, на португалски: João Miquez) е португалски маран и лице известно под пет различни имена в зависимост от това на кой владетел служи.
Той заема османски държавни постове при управлението на Сюлейман Велики и неговия син от Роксолана – Селим II.

## Биография
Произхожда от известния португалски марански род Мендес. Семейството му е подгонено от Португалската инквизиция след Тордесиляския договор.